# La Quatrième Dimension (série télévisée)
Pour les articles homonymes, voir Quatrième dimension.
La Quatrième Dimension (The Twilight Zone) est une série télévisée américaine de science-fiction, en 138 épisodes de 25 minutes et 18 épisodes de 50 minutes, créée par Rod Serling et diffusée entre le 2 octobre 1959 et le 19 juin 1964 sur le réseau CBS, occupant le créneau horaire d’Alfred Hitchcock présente passé sur une chaine concurrente. Cette série est considérée comme l'un des plus beaux exemples de créativité de la télévision américaine, toujours célébrée des décennies après sa création.
Elle se présente comme une anthologie d'histoires fantastiques, étranges, énigmatiques dont le but était, comme le disait son créateur Rod Serling, « de frapper le téléspectateur, de le choquer par la chute toujours inattendue, surprenante et singulière de chacune de ces histoires »[réf. nécessaire]. Chaque épisode est indépendant et la série ne compte aucun personnage récurrent (sauf le narrateur Rod Serling lui-même qui apparaît dans le champ à partir de la deuxième saison). La plupart des épisodes présentent un ton pessimiste que l'on peut assimiler à une critique de la société américaine de l'époque.
Cette série fut tournée entièrement en noir et blanc, dans un environnement plutôt « contemporain » même si quelques épisodes ramènent le spectateur à l'époque du western ou le transportent dans le futur. Les histoires utilisent peu d'effets spéciaux, peu de scènes à grand spectacle, peu de violence crue et pas de sexe.
À quelques exceptions près, les acteurs incarnent l'Amérique des années 1950, costumes de bonne facture, tailleurs de qualité, visages glabres, cheveux courts pour les hommes et bien attachés pour les femmes, manières courtoises. Toute la tension est contenue dans l'histoire elle-même, son atmosphère, le rythme de la mise en scène et l'utilisation de la musique. Sur le plan de la politique internationale, la Guerre froide influence la vie des Américains et le risque de guerre nucléaire.
Certains épisodes traitent de l'exploration spatiale ou des extraterrestres dès la saison 1. Au début de la série en 1959, l'humain n'a pas encore été envoyé dans l'espace.
La Quatrième Dimension est considérée comme étant l'une des meilleures séries de tous les temps : elle apparaît à la 4e place du classement du journal Le Temps, est 7e du classement établi par Rolling Stone et figure à la 12e place de celui réalisé par Empire.

## Accroche

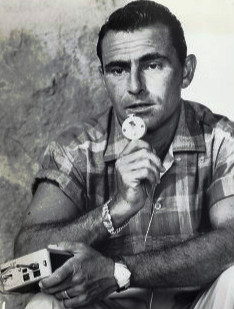
Rod Serling en 1959 dicte un script sur son dictaphone.

Les textes de présentation de chaque épisode furent multiples tant dans la version française (narrateur Guy Chapellier) qu’en V.O. (narrateur Rod Serling)
« Apprêtez-vous à entrer dans une nouvelle dimension, qui ne se conçoit pas seulement en termes d’espace, mais où les portes entrebâillées du temps peuvent se refermer sur vous à tout jamais… La Quatrième dimension ! »
« Au-delà des classiques notions d’espaces, où l’homme projette ses pas, il est une dimension où peuvent se glisser par les innombrables portes du temps, ses désirs les plus fous. Une zone où l’imagination vagabonde entre la science et la superstition, le réel et le fantastique, la crudité des faits et la matérialisation des fantasmes. Pénétrez avec nous dans cette zone entre chien et loup, par le biais… de La Quatrième dimension ! »[réf. nécessaire]
« Nous sommes transportés dans une autre dimension. Une dimension inconnue de l’Homme. Une dimension faite non seulement de paysages et de sons, mais surtout d’esprit. Une dimension sans espace, ni temps, mais infinie. C’est un voyage dans une contrée dont la seule frontière est notre imagination. Un voyage dans les ténèbres. Un voyage au bout de la peur, au tréfonds de nous-même. Un voyage dans la Quatrième dimension ! »[réf. nécessaire]
« Nous sommes transportés dans une autre dimension, une dimension faite non seulement de paysages et de sons, mais aussi d’esprits. Un voyage dans une contrée sans fin dont les frontières sont notre imagination : un voyage au bout de ténèbres où il n’y a qu’une destination : la quatrième dimension. »[réf. nécessaire]
(« There is a fifth dimension, beyond that which is known to man... »[réf. nécessaire])

## Origine du titre
Dans l'accroche originale, The Twilight Zone (La Quatrième Dimension) est qualifiée de « fifth dimension », littéralement « cinquième dimension ». En effet, selon la théorie de la relativité développée par Einstein, la quatrième dimension ne désigne que le temps. Or, la « Zone Crépusculaire » recouvre un concept plus vaste que le temps lui-même.
L'expression est utilisée par l'U.S. Air Force pour désigner l'instant précis où un avion est incapable de voir la ligne d'horizon alors qu'il est en phase d'atterrissage. Finalement, pour la nouvelle série diffusée par La Cinq en 1986, le titre La Cinquième Dimension était plus proche de ce que signifie vraiment The Twilight Zone.

## Scénaristes
Le scénariste principal est Rod Serling lui-même, son contrat avec CBS lui impose l'écriture de 80 % des épisodes. Il écrira seulement 92 épisodes sur les 156 épisodes produits, et ne respectera donc pas son contrat. Les autres épisodes des saisons 1 à 5 seront principalement écrits par Richard Matheson et Charles Beaumont.
Occasionnellement, Earl Hamner Jr., Lewis Padgett, Andrew Nielsen, George Clayton Johnson, Ray Bradbury, E. Jack Neuman (en), Montgomerry Pittman et Richard De Roy ont participé à l'écriture de quelques épisodes.

## Épisodes
- Les épisodes des saisons 1, 2, 3 et 5 durent 25 minutes.
- Les épisodes de la saison 4 durent 50 minutes et n'ont pas été doublés en français.

### Saison 1 (1959-1960)
36 épisodes en noir et blanc d'une durée de 25 minutes, diffusés du 2 octobre 1959 au 2 juillet 1960.
- The Time Element, considéré comme le pilote, de 52 minutes, diffusé dans Westinghouse Desilu Playhouse (en) en 1958 (trouvable en VO sur le coffret saison 1 en bonus sur le DVD 6).

### Saison 2 (1960-1961)
29 épisodes en noir et blanc d'une durée de 25 minutes, diffusés du 30 septembre 1960 au 2 juin 1961.

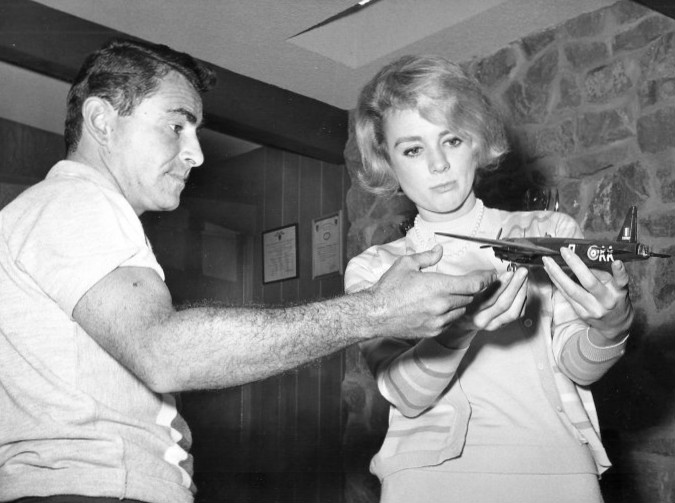
Rod Serling avec Inger Stevens en 1960.

### Saison 3 (1961-1962)
37 épisodes en noir et blanc d'une durée de 25 minutes, diffusés du 15 septembre 1961 au 2 juin 1962.

### Saison 4 (1963)
18 épisodes en noir et blanc d'une durée de 50 minutes, diffusés du 2 janvier au 23 mai 1963 et jamais doublés en français. Ils sont toutefois visibles en VOST en DVD.

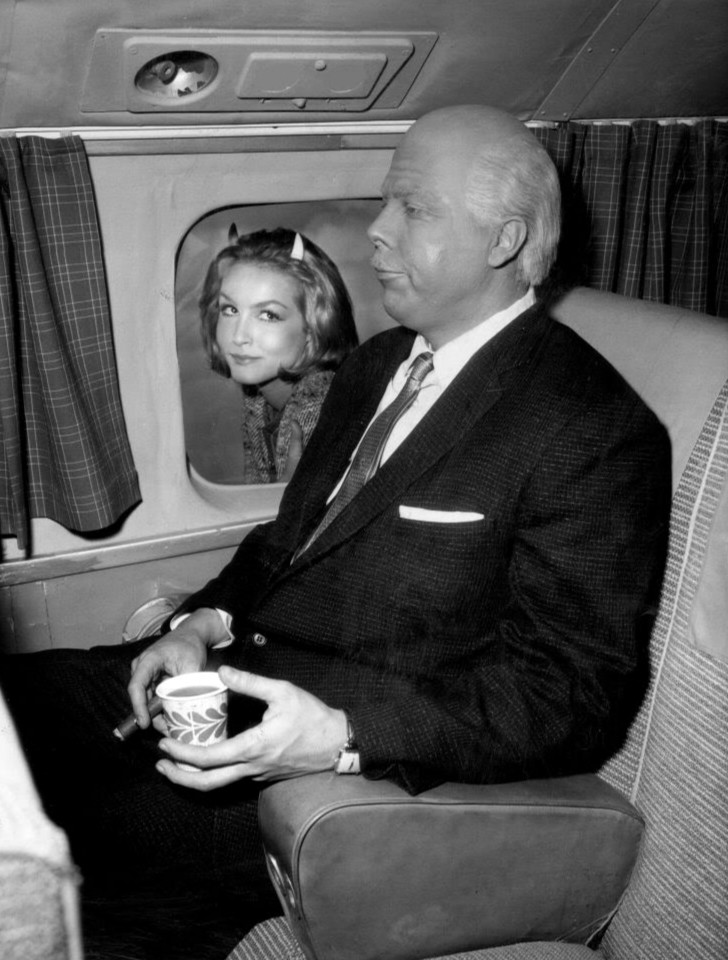
Julie Newmar et Albert Salmi, épisode 14.

« Vous ouvrez cette porte avec la clé de l'imagination. Au-delà, c'est une autre dimension. Une dimension sonore. Une dimension visuelle. Une dimension de l'esprit. Vous pénétrez dans le domaine de l'ombre et de la matière, des objets et des idées. Vous venez d’entrer dans... La Quatrième Dimension. »

### Saison 5 (1963-1964)
Trente-six épisodes en noir et blanc d'une durée de 25 minutes, diffusés du 27 septembre 1963 au 23 juin 1964.

## Distribution
Les acteurs étaient peu nombreux dans chaque épisode, le plus souvent entre 2 et 7. L'histoire comportant le plus d'interprètes contenait 15 acteurs. Deux épisodes n'ont fait apparaître qu'un seul acteur à l'écran : Agnes Moorehead dans les Envahisseurs (saison 2, épisode 15) et Mickey Rooney dans La Dernière Nuit d'un jockey (saison 5, épisode 5).
Plusieurs acteurs déjà connus dans le cinéma américain ont participé à la série :
- Buster Keaton
- Rod Taylor
- Martin Balsam
- Lee Marvin (2 épisodes)
- Mickey Rooney
- Robert Redford
- Dennis Hopper
- Leonard Nimoy
- George Takei
- Charles Bronson (saison 3, épisode 1)
- Earl Holliman
- James Gregory (saison 3, épisode 4)
- Lee Van Cleef
- Bill Mumy
- J. Pat O'Malley
- John Anderson
- Burgess Meredith
- Ida Lupino (saison 1, épisode 4, joue le rôle d'une star déchue. Elle réalise un épisode de la dernière saison)
- Agnes Moorehead (saison 2, épisode 15)
- Virginia Christine
- Vera Miles
- Anne Francis
- Robert Cummings
- Jack Elam
- Richard Conte

De nombreux acteurs apparus dans cette série devinrent par la suite des vedettes d'une série télé à succès : 
- Patrick Macnee (Chapeau melon et bottes de cuir)
- William Shatner (Star Trek, Hooker)
- Bill Bixby (L'Incroyable Hulk)
- Martin Landau (Cosmos 1999)
- Roddy McDowall (La Planète des singes)
- Ross Martin (Les Mystères de l'Ouest)
- Dick York (Ma sorcière bien-aimée)
- Elizabeth Montgomery (Ma sorcière bien-aimée)
- Peter Falk (Columbo)
- Telly Savalas (Kojak)
- Ron Howard (Happy Days)
- Jeanne Cooper (Les Feux de l'amour)
- Orson Bean (Docteur Quinn, femme médecin, Desperate Housewives)

Acteurs récurrents de nombreuses séries TV :
- Simon Oakland (Les Incorruptibles)
- Nehemiah Persoff (Les Mystères de l'Ouest, Mission Impossible)
- Dennis Weaver
- David White
- Ed Wynn
- Ivan Dixon
- Larry Blyden
- Jay Overholts
- Jack Klugman
- Robert Cummings

Le narrateur
- Rod Serling (VF : Guy Chapellier)

L'acteur étant apparu le plus de fois dans la série est Jay Overholts qui a tenu huit rôles différents et Vaughn Taylor qui joua cinq fois dans la série mais tous deux dans des rôles mineurs. Les acteurs étant apparus quatre fois comme personnages principaux du récit sont J. Pat O'Malley, John Anderson, Burgess Meredith qui joua dans trois de ses apparitions des rôles d'hommes timides et qui dans sa dernière prestation interpréta le diable et Jack Klugman dont les rôles s'avérèrent être toujours des personnages alcooliques ou vaniteux.

## Rôle du narrateur
La narration du générique d'origine en anglais décrit la Twilight zone, en précisant qu'il s'agit, « à la frontière entre science et superstition », de la dimension apportée par l'imagination. Ce terme désigne la zone d'ombre qu'ont les pilotes d'avion lorsqu'ils se posent.
À l'origine, Orson Welles devait présenter et conclure chaque histoire. Mais sa participation aurait coûté beaucoup trop cher. Rod Serling, qui souffrait d'une timidité maladive, se contenta donc de présenter en voix off les trente-cinq premiers épisodes de la série. Toutefois, il apparaissait à la fin de chaque histoire pour annoncer l'épisode suivant. Dans le trente-sixième et dernier épisode de la saison 1, Un monde à soi, Serling apparut en caméo et sa prestation enthousiasma tellement le public qu'il décida dès le début de la seconde saison, d'apparaître au début et à la fin de chaque histoire avec sa voix off pendant les épisodes.
Serling meurt en 1975. En conséquence, le film homonyme sorti en 1983 se fait sans lui et le rôle du narrateur est assuré en voix off par Burgess Meredith, habitué de la série.
Rod Serling avait pour coutume d'annoncer à la fin d'un épisode, un bref résumé de l'épisode suivant, mais il ne le fit pas pour la totalité des épisodes. Dans la quatrième saison, des extraits de l'épisode suivant étaient aussi diffusés (en France ces brefs résumés étaient inédits mais ont été mis en VO sur chaque épisode dans les coffrets DVD).

## La VF
Les épisodes sont doublés en VF par : Guy Chapellier, Albert Augier, Daniel Gall, Serge Sauvion, Francis Lax, Catherine Lafond, Henry Djanik, Yves-Marie Maurin, Jacques Thébault...

## Distinctions
- Emmy Award 1960 : Lauréat du Meilleur scénariste pour Rod Serling
- Golden Globes 1960 : Lauréat du meilleur réalisateur pour Rod Serling
- Hugo Awards 1960 : Lauréat de la meilleure présentation dramatique pour Rod Serling
- Emmy Award 1961 : Lauréat du Meilleur scénariste pour Rod Serling
- Emmy Award 1962 : Nommé au Prix du Meilleur scénariste pour Rod Serling
- Writers Guild of America 1962 : Nommé au Prix de la meilleure longueur d'anthologie pour Rod Serling pour l'épisode Eye of the Beholder.
- Writers Guild of America 1961 : Nommé au Prix du meilleur drame d'anthologie pour Rod Serling pour l'épisode The Monsters Are Due on Maple Street.
- Hugo Awards 1961 : Lauréat de la meilleure présentation dramatique pour Rod Serling
- Hugo Awards 1962 : Lauréat de la meilleure présentation dramatique pour Rod Serling
- Hugo Awards 1963 : Nommé au Prix de la meilleure présentation dramatique pour Rod Serling

### Tonalité de l'œuvre
Les épisodes cherchaient autant à faire naître une réflexion chez le spectateur, en particulier sur la relativité des références, qu'à le distraire. Chaque épisode crée pour l'essentiel un climat particulier pour préparer au spectateur à une surprise au moment de l'épilogue. Cinq personnages en quête d'une sortie, tiré d'une nouvelle de Marvin Petal, illustre les questions existentielles et métaphysiques de l'homme. Troisième à partir du soleil l'engrenage des destructions de civilisations. L'homme obsolète décrit l'emprise de l'État sur l'individu, et la lutte entre culture et totalitarisme, L'Œil de l'admirateur illustre la relativité de la beauté dans un monde qui cherche à imposer des canons uniformes. Enfin, l'atmosphère lourde se résout parfois en humour dans Y a-t-il un martien dans la salle ?

## Diffusion en dehors des États-Unis

### En France
De février à septembre 1965, les téléspectateurs français découvrent 12 épisodes de La Quatrième Dimension. Ces épisodes sont amputés des introductions et conclusions de Rod Serling. Certains trouvent la série géniale, d'autres considèrent que c'est « une insulte au bon sens ». Il faudra patienter jusqu'au 28 mars 1984, pour redécouvrir la série en remplacement du Prisonnier dans l'émission Temps X. Le doublage français des épisodes de 1965 ayant disparu, un nouveau doublage est réalisé. 66 épisodes sont achetés. Le succès est tel que TF1 achète une quarantaine d'épisodes supplémentaires. La série sera diffusée jusqu'au 20 décembre 1986.Temps X s'arrête, mais la chaîne achète ce qui reste des 138 épisodes de 26 minutes, en laissant de côté 18 épisodes de 50 minutes. La Une est à vous reprend la diffusion avec des inédits à partir du 3 octobre 1987, jusqu'au 18 mai 1991. Rediffusion partielle en version originale sous-titrée dans les années 1990 dans l'émission Continentales d'été à partir du 4 juillet 1994 sur FR3. Rediffusée en 1999 sur Série Club, la chaîne diffuse 17 des 18 épisodes de 50 minutes en version originale sous-titrée. La série est rediffusée depuis fin 2012 sur Ciné FX (Câble et Satellite) et encore sur Ciné FX dès décembre 2013.

### Québec
Au Québec, la série a été diffusée à partir du 28 juin 1966 à la Télévision de Radio-Canada.

## Adaptation cinématographique
- En 1983, Steven Spielberg, John Landis, Joe Dante et George Miller ont rendu hommage à la série en réalisant un film, formé de courts-métrages, du même nom : La Quatrième Dimension.

## Autres adaptations télévisées
- La Cinquième Dimension : série télévisée de 1985
- La Quatrième Dimension : L'ultime voyage: En 1994, Robert Markowitz, rend hommage à la série en réalisant un téléfilm composé de deux histoires.
- Le Fantôme d'Halloween (Tower of Terror en version originale), est un téléfilm  produit par Disney en 1997, qui reprend le scénario de l'attraction consacrée à la série.
- La Treizième Dimension : série télévisée de 2002
- The Twilight Zone : La Quatrième Dimension : série télévisée de 2019

### Attraction
Une attraction basée sur la série existe depuis 1994 dans les parcs Disneyland :
- À Walt Disney World Resort, au parc Disney's Hollywood Studios (Floride, États-Unis) depuis 22 juillet 1994.
- À Disneyland Resort, au parc Disney California Adventure (Californie, États-Unis) de 5 mai 2004 à 2 février 2017 (remplacée par Guardians of the Galaxy – Mission: Breakout!).
- À Disneyland Paris, au parc Walt Disney Studios (Ile-de-France, France) depuis le 22 décembre 2007.

L'attraction se nomme The Twilight Zone Tower of Terror, et est considérée, encore à ce jour[Quand ?], comme un incontournable des parcs Disney[réf. nécessaire].

### DVD
- DVD de la saison 1, réf : 8253030
- DVD de la saison 2, réf : 8255200
- DVD de la saison 3, réf : 8257656
- DVD de la saison 4, réf : 8260335
- DVD de la saison 5, réf : 8271999
- DVD du coffret intégrale des 5 saisons : sortie chez Universal le 12 octobre 2010
- DVD du Film de 1983 : Sortie chez Warner le 7 novembre 2007
- DVD du TéléFilm de 1994 : Sortie chez Intégral Vidéo le 1er avril 1999

Un coffret regroupant les cinq saisons (28 DVD) avec bande-son bilingue et sous-titres est sorti en 2010. Deux coffrets regroupant l'intégrale des saisons 1 et 2 sont sortis en Blu-ray en octobre 2011 et janvier 2012 chez l'éditeur Corporation (distribution Universal).
Google Trends montre pour le nom de la série des pointes d'intérêt cycliques très marquées, peut-être liées à des choix de cadeaux de fin d'année civile ou scolaire.

### Flipper
En 1993, la société américaine Midway, fabricant de billards électriques de l'époque, sort un flipper Twilight Zone (en). Le flipper contient une multitude de références directes à la série comme l’auto-stoppeur, la « porte de l'imagination », la poupée, Robby le Robot et bien d'autres encore tant dans le déroulement du jeu que sur les parties décoratives de l'appareil. La voix qu'on entend en cours de partie n'est pas celle de Rod Serling, décédé 18 ans avant la commercialisation du flipper, mais celle de Tim Kitzrow.